# Ма Ананд Шила
Ма Ананд Шила (англ. Ma Anand Sheela, ім'я при народженні Шила Амбалал Патель, також відома під Шила Бірнштіль, нар. 28 грудня 1949 року, Індія)  — індіанка, громадянка США та Швейцарії, речниця руху Раджніш (інша назва рух Ошо), відбула тюремне покарання за кримінальній злочин. 
З 1982 до 1985 року особиста секретарка Бхагвана Шрі Раджніша та керівниця ашраму Раджнішпурам в окрузі Васко, штат Орегон, США. У 1986 році її було засуджено за замах на вбивство у справі біотерористичного нападу, який влаштували послідовники Раджніша у 1984 році. Її засудили до 20 років та звільнили після 39 місяців у федеральній в'язниці. Пізніше Шила переїхала до Швейцарії, де одружилася і стала власницею будинків для літніх. У 1999 році швейцарським судом її засудили за готування злочину у справі замаху на федерального прокурора США Чарльза Тернера у 1985 році.

## Ранні роки
Шила Амбалал Патель народилася у 1949 році в місті Барода, штат Гуджарат, Індія, молодшою з шести дітей гуджаратської пари Амбалал та Манібен Патель. 
У 18 років переїхала до США і відвідувала державний коледж Монклер у Нью-Джерсі.
Шила одружилася з Марком Гаррісом Сільверманом, американцем з Гайленд-Парку, штат Іллінойс, і взяла його прізвище. Вони переїхали до Індії в 1972 році для заняття духовними практиками, стали учнями індійського гуру Радженіша, тоді Шила взяла ім’я Ма Ананд Шила. Після того, як її чоловік помер, Шила одружилася з послідовником Ошо Джоном Шелфером.

## Кар'єра

### Рух Раджніша
У 1981 році Раджніш призначив Шилу своєю особистою помічницею. Того ж року вона переконала Раджніша покинути Індію та заснувати ашрам у США. У липні 1981 року фонд його імені придбав ранчо площею 64 тисячі акрів в окрузі Васко у штаті Орегон, де розпочалось будівництво Раджнішпурама. Вона була призначена очільницею Rajneesh Foundation International, керувала комуною та щодня зустрічалася з Раджнішом. За словами Шили, Раджніш був причетним і особисто керував тими злочинами, які вона та група послідовників Ошо скоїли пізніше.

### Крімінальні злочини
Взаємини членів культу з місцевими мешканцями були напруженими і ускладнювалися через питання землекористування та поширенню впливу на містечко Антелоп (Antelope), мешканці якого не були в захваті від посленців. Шила та інші послідовники Раджніша намагались убезпечити від можливого спротиву місцевих участю у виборах представників округу для виборів мера у 1984 році. За законодавством штату Орегон і США загалом, участь у місцевих виборах і референдумах міг брати будь-який громадянин, який проживав там протягом не менше 40 днів. Шила наказала звозити сотні безхатченків з Орегону та навколо, реєструвати їх як виборців округу. Пізніше, коли махінація з реєстрацією виборців провалилась, Шила намірилася використати «бактерії та інші методи, аби заразити людей» і позбавити можливості проголосувати. В результаті у десяти місцевих закладах харчування страви були заражені сальмонелою, і близько 750 людей захворіли.
13 вересня 1985 року Шила втекла до Європи. Через кілька днів Раджніш звинуватив її у «записах телефонних розмов, замаху на вбивство та масових отруєннях». Він також запевнив, що Шила написала «Книгу раджнеїзму» і опублікувала її під своїм іменем. Згодом вбрання Шили та 5000 примірників книги були спалені біля ашраму.
Поліцейські обшукали її будинок і виявили мережу проводів та лабораторію, в якій вирощували бактерії, які розпилювали у місті. Шила була заарештована у Західній Німеччині у жовтні 1986 року. Її екстрадували до США в лютому за звинуваченням у імміграційному шахрайстві  та замаху на вбивство. Генеральний прокурор штату Орегон засуджував її за злочини, пов'язані з отруєнням комісара Метью та судді Гулз, тоді як прокурор США намагався притягнути до кримінальної відповідальності за злочини, пов'язані з отруєнням у ресторанах. 22 липня 1986 року Шила визнала свою провину у вчиненні нападу першого ступеня та змові для вчинення нападу на Гулса, а пізніше у нападі другого ступеня та у змові для посягання на життя Метью. За ці злочини Шила була засуджена до трьох 20-річних термінів у федеральній в'язниці, які відбувались одночасно. Крім того, її оштрафували на 470 000 доларів.
Шилу направили до Федеральної виправної установи для жінок у Дубліні. Перебуваючи там, вона оголосила про плани зробити «контраверсійний документальний фільм» про своє життя. У грудні 1988 року вона була звільнена за гарну поведінку після відбування 39 місяців свого 20-річного покарання та переїхала до Швейцарії.

## Переїзд до Європи
Шила одружилася з громадянином Швейцарії Урсом Бірнштілем, послідовником Раджнеш. Вона оселилась у комуни Майспрах, де придбала та керувала двома будинками для літніх людей.
У 1999 році швейцарський суд засудив її за злочинні дії, що передували вчиненню вбивства, у справі спроби вбивства прокурора США Чарльза Тернера в 1985 році. Уряд Швейцарії відмовився її видавати США, але погодився судити у Швейцарії. Її визнали винною за швейцарськими законами і засудили до ув'язнення.
У 2018 році студія Netflix випустила документальний серіал «Дика-дика країна», у якому фігурувала й Шила. 20 липня 2018 року на YouTube-каналі «BBC Stories» було опубліковано відео під назвою «Дика дика країна: Що сталося з Шилою?».

### Додаткова література
- Collins, Catherine Ann (1992), Chapter Nine: Ma Anand Sheela: Media Power through Radical Discourse, у King, Andrew (ред.), Postmodern Political Communication: The Fringe Challenges the Center, Praeger Publishers, с. 115—131, ISBN 0-275-93840-9
- The Oregonian staff (14 грудня 1988). Sheela: A Chronology. The Oregonian. Oregonian Publishing Co. с. E06.
- O'Brien, Paula (2008) The Rajneesh sannyasin community in Fremantle [Архівовано 27 березня 2016 у Wayback Machine.] Master's degree thesis at Murdoch University